# Didesmandra aspera
Didesmandra es un género monotípico de plantas fanerógamas perteneciente a la familia Dilleniaceae.  Su única especie: Didesmandra aspera es originaria de los bosques tropicales en Sarawak, Malasia.

## Taxonomía
Didesmandra aspera fue descrita por Otto Stapf y publicado en Hooker's Icones Plantarum 27: t. 2646. 1901.